# Melk

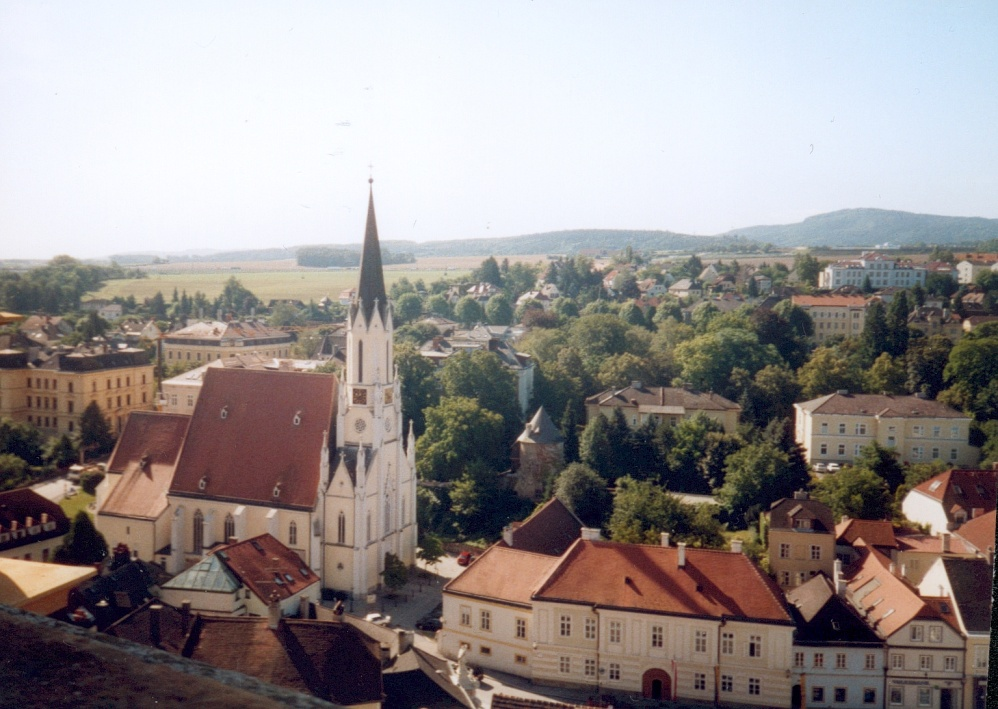
Peisaj cu panorama localității

Melk este un oraș cu 5.674 de locuitori (2024)  în districtul cu același nume din Austria Inferioară, situat pe Dunăre, fiind poarta de vest de intrare în Wachau. Localitatea este situată într-o regiune viticolă renumită fiind declarată patrimoniu mondial UNESCO.Are multe atracți turistice :abația Melk, centrul istoric etc. și hoteluri.

## Istorie
Melk a fost atestat prima dată în 831, numit Medilica menționând o donație de către Ludovic Germanul.
Numele provine de la un cuvânt slavic pentru graniță.
În  976 zona care înconjura Melk a fost dată la Leopold 1, duce al Austriei, să fie ca o graniță între maghiari și bavarezi.
Melk, a primit drepturi la Market în 1227 și a devenit un oraș în 1898
În prezent, Melk primește zeci de mii de turiști anual cu un centru istoric frumos care conține arhitectură veche de sute de ani și Abația Melk care servește ca un monument istoric.

## Monumente
Melk prezintă mai multe clădiri istorice pe lângă cele din centru:
•Abația Melk
•Stadtpffarkirche Maria Himmelfahrt
( biserică )

## turism
Melk are multe clădiri istorice în centrul istoric de la locuințe la magazine la cafenele și multe altele.
Sunt și hoteluri renumite în Melk.
Uni turiști decid să se dea pe biciclete pe rute locale care duci zeci de km.

## infrastructură
Infrastructura din Melk este diversificată de la spitalul modern din oraș și poduri noi renovate la clădiri clasice în centrul istoric și bisericile și Abația Melk